# Hilde Levi
Hilde Bertha Levi (født 9. maj 1909 i Frankfurt am Main, død 26. juli 2003) var dr. phil i kemi og fysik.
Hilde Levi, der var af jødisk afstamning, fik en doktorgrad i kemi og fysik ved Universitetet i Berlin i 1934. Nazisternes dominans i Tyskland gav hende ikke nogen fremtid der og hun fik gennem International Federation of University Women i stedet tilknytning til Niels Bohr Institutet for teoretisk fysik. Hun var assistent for den ungarske kemiker Georg von Hevesy der arbejdede med anvendelse af radioaktive indikatorer i biologien.
I 1943 måtte Hilde Levi flygte til Sverige hvor hun resten af krigen arbejdede på Wenner-Gren-Instituttet i Stockholm. Da Niels Bohr efter krigen afviklede engagementet i den biologiske forskning fik Hilde Levi tilbud om at fortsætte ved August Kroghs Zoofysiologiske Laboratorium i København – her arbejdede hun til pensioneringen i 1979.
Under en studierejse til USA i 1947-48 fik hun kendskab til anvendelse af kulstof-14 til datering af kulstofholdige materialer og da hun kom tilbage til Danmark viste Nationalmuseet interesse for metoden. Hun tog derfor initiativ til opbygning af et apparat til kulstof 14-datering, der – som det første af sin art i Europa – kunne tages i brug i 1951 og bl.a. blev anvendt til datering af Grauballemanden.
Under studierejsen i USA havde hun også stiftet bekendtskab med autoradiografi, hvilket Finseninstituttet havde nytte af, da man undersøgte virkningerne af thorotrast.
Fra 1952 til 1970 var Hilde Levi konsulent i forbindelse med Sundhedsstyrelsens arbejde med at udvikle lovgivning om strålebeskyttelse.